# 안개 속 소녀
《안개 속 소녀》(이탈리아어: La ragazza nella nebbia)는 2017년에 개봉한 이탈리아의 영화이다.

## 줄거리
“진실을 원하는 사람이 과연 존재할까요?”
성탄절을 앞둔 이른 새벽, 빨강머리 주근깨 소녀가 안개 속으로 사라졌다. 흔적도 없이 사라진 소녀를 찾는 발걸음, 단서를 찾기 위해 형사 보겔은 거대한 쇼를 기획하고, 용의선상에 오른 교수 마티니와 치열한 두뇌 게임을 시작한다. 하지만 단서들이 드러날 수록 사건은 점점 미궁으로 빠져들고... 예상치 못한 진실의 충격, 그 날을 지켜본 안개만이 사건의 모든 것을 알고 있다.

## 캐스팅
주연
- 토니 세르빌로 : 보겔 역
- 장 르노 : 아우구스토 플로레스 역
- 아레시오 보니 : 로리스 마티니 교수 역

조연
- 로렌조 리첼미 : 보르기 역
- 갈라테 란지 : 스텔라 역
- 미켈라 세스콘 : 마이어 역
- 다니엘라 피아자 : 마리아 역
- 자코포 올모 안티노리 : 마티아 역
- 안토니오 게라르디 : 변호사 레비 역